# ルカヤ人
ルカヤ人（ルカヤじん、スペイン語：lucayos、英語：Lucayan）は、ヨーロッパ諸国によるアメリカ大陸の植民地化以前におけるバハマ諸島の先住民。当時カリブ海の島々のほとんどに居住していたタイノ人の一派に属する。ルカヤ人は、クリストファー・コロンブスと最初に接触したアメリカ先住民であった。このファーストコンタクトの直後、スペイン人が彼らを拉致して奴隷化したり、あるいは虐殺を行ったため、1520年までにバハマのルカヤ人は絶滅した。
「ルカヤ」という名称は、彼らが自称として用いていた、タイノ語で「島の人々」を意味するルック・カイリ (lukku-cairi) をスペイン語化したものに由来する。タイノ語で「島」を意味する "cairi" が、スペイン語ではカヨ、カジョ (cayo)、英語ではキー (cay, key) となったのである。
アンドロス島ではシボネイの頭蓋骨や工芸品がいくつか発見されているが、もしシボネイがルカヤ人より早くバハマに到達していたとしたら、彼らは定住の痕跡を残さなかったことになる。シボネイのものという可能性がある遺跡はバハマ諸島の他の場所でもいくつか見つかっているが、放射性炭素年代測定の対象となった唯一の遺跡は12世紀後半までさかのぼり、これは島にルカヤ人が居住していたのと同時期である。
コロンブスの日誌には、ルカヤ人に関する唯一の近代における観察記録が含まれている。ルカヤ人の風習についてのさらなる情報は、考古学的研究と、キューバ島およびイスパニョーラ島のタイノ文化について知られているものとの比較から得られた。ルカヤ人と、キューバ島やイスパニョーラ島のタイノ人は、家屋の規模・集落の構成や位置・使われていた資源・土器の材質によって区別される。

## 起源と入植

バハマ一帯の地図（英語）
タークス・カイコス諸島とグレート・イナグア島東部は右枠外

西暦500年から800年にかけてのある時、ルカヤ人は丸木舟に乗って、イスパニョーラ島やキューバ島からバハマ諸島に渡り始めた。初期の移住は、イスパニョーラ島からカイコス諸島、イスパニョーラ島またはキューバ島東部からグレート・イナグア島、そしてキューバ島中央部からロング島、といったルートをたどったと推測されている。カイコス諸島の入植地はバハマの他の場所で見られるものと異なっており、1200年以降に現れる典型的なタイノ人の入植地に関連するイスパニョーラ島の遺跡とよく似ている。
ウィリアム・キーガンの主張によると、カイコス諸島の遺跡は、イスパニョーラ島のタイノ人が天然塩田の塩を求めて1200年以降に入植したことを表している。グレート・イナグア島は、イスパニョーラ島から90 km、キューバ島から80 kmと、バハマの他島よりも近くにあり、当地の遺跡にはキューバ島やイスパニョーラ島から移入された大量の砂混和土器が含まれているが、他島では、バハマで発明された貝殻混和土器（パルメット土器）がより多く含まれている。
キューバ島 - ロング島間での丸木舟を通じた交易がコロンブスによって報告されており、これは少なくとも260 km以上に及ぶ航海を意味しているが、その行程の大半は大バハマ堆の浅瀬の上だった。タイノ人はおそらく西暦1000年以降になるまでキューバ島中央部に入植しておらず、これがバハマにおける最初の入植ルートであるという確たる証拠はない。
グレート・イナグア島への最初の入植以降、西暦700年ごろから1500年ごろにかけての800年間に、ルカヤ人はバハマ諸島中に広がっていき、その人口は約4万人にまで達した。ヨーロッパ人と初めて接触した時点での人口密度は、バハマ中央南部で最も高く、北にいくにしたがって低くなっており、北の島々への定着期間が徐々に短くなっていくことを反映している。既知のルカヤ人の入植地は、群島内での面積順で19位以内の島か、そこから1 km圏内の小島に限られている。
キーガンの主張によれば、北方向の移住ルートはグレート・イナグア島からアクリンズとクルックド島に向かい、それからロング島へ向かった。ロング島から先、東はラム・キーとサン・サルバドル島、北はキャット島、西はグレート・エグズーマ島やリトル・エグズーマ島へと進んでいったと思われる。キャット島からはエルーセラ島へ、そこからさらに西はニュープロビデンス島やアンドロス島、北はグレート・アバコ島やリトル・アバコ島、そしてグランド・バハマ島へとたどり着いた。ルカヤ人の村落は、アクリンズの東にあるマヤグアナ島や、同じく北にあるサマナ・キーでも見つかっている。
カイコス諸島のイースト・カイコス島、ミドル・カイコス島、ノース・カイコス島、そしてプロビデンシアレス島にある村落について、少なくとも一部はイスパニョーラ島からの後期集団入植によるとキーガンは考えている。バハマ最南部の人口密度は低いままだが、これはおそらく乾燥した気候のためである。グレート・イナグア島やタークス・カイコス諸島の年間降雨量は800ミリ以下、アクリンズやクルックド島、マヤグアナ島でも800ミリをわずかに上回る程度しかない。
島々に付けられたルカヤ式の名称に基づけば、入植には2つの起源があるとグランベリーとヴェセリウスは主張している。ひとつはイスパニョーラ島からタークス・カイコス諸島に向かい、マヤグアナ島、アクリンズ、クルックド島を経て、ロング島、グレート・エグズーマ島やリトル・エグズーマ島に至る。もうひとつはキューバ島からグレート・イナグア島、リトル・イナグア島、ラグド島を経て、ロング島やエグズーマに至る。グランベリーとヴェセリウスはまた、西暦1200年ころにタークス・カイコス諸島がイスパニョーラ島から再入植され、以降は典型的なタイノ文化言語圏の一部となり、ルカヤ式ではなくなったと述べている。

## 歴史

### 類縁
ルカヤ人は、広義のタイノ人共同体の大アンティル諸島における一派であった。ジャマイカや、キューバの大半、イスパニョーラ島西部のタイノ人たちと同様に、ルカヤ人はサブ・タイノ、ウェスタン・タイノ、またはシボネイ・タイノの文化言語集団の一部に分類される。ルカヤ人と、イスパニョーラ島やキューバ島東部の典型的タイノ人との区別は、ほとんど恣意的なものであるとキーガンは述べている。イスパニョーラ島のより複雑な政治機構と比べれば、ルカヤ人は単純な首長制という小規模な政治単位で暮らしており、また言語や文化にも差異があるが、広いタイノ世界の「片隅」にいるとしても、ルカヤ人はやはりタイノ人であった。ルカヤ人はカリブ海交易網とつながっていた。コロンブスは、ロング島 - キューバ島間の丸木舟による交易を観察している。サン・サルバドル島で発見されたヒスイ輝石の欠片は、グアテマラ産であることが微量元素分析で判明した。

### 外見
コロンブスは、ルカヤ人のことをカナリア諸島のグアンチェ人と似ていると考えていたが、両者とも肌の色がヨーロッパ人とアフリカ人の中間であったことがその理由のひとつである。コロンブスはルカヤ人について、顔立ち良く、優雅で、体格も良く、優しくて、寛大で、穏やかで、習慣的にほぼ全裸で行動する、と記している。ピエトロ・マルティーレ・ダンギエーラによると、ルカヤ人女性があまりにも美しかったため「他国」の男性は彼女たちに近づく意図で島に移住したという。思春期を過ぎた女性は小さな綿のスカートをはき、男性は葉や綿を編んで作ったふんどしを着用することもあった。
彼らは時に鉢巻、腰帯、羽根、骨、耳飾りや鼻飾りを身に着けたりした。刺青を入れる者もいたが、たいていは体や顔に染色を施していた。また頭部平坦化も行われていた。頭髪は黒くまっすぐで、短く切られていたが、後頭部の数房は別で、決して切られることはなかった。コロンブスは数名の男性の体に傷を見つけたことを報告しており、他島人が彼らを捕えようと試みた結果であると説明している。

### 1492年のルカヤ人とスペイン人の遭遇
1492年、クリストファー・コロンブスはアジアに直接通じる航路を求めて、3隻の船でスペインから出帆した。同年10月12日、コロンブスはバハマの島に到達し、この出来事はアメリカの「発見」として長らく語られてきた。コロンブスが最初に訪れた島は、ルカヤ人から「グアナハニ」、スペイン人からは「サン・サルバドル」と呼ばれた。コロンブスによる最初のアメリカ上陸地の同定についてはなお議論が続いているが、多くの著作家は、後にワトリング島と呼ばれることになる地だとするサミュエル・モリソンの説を受け入れている。旧ワトリング島は、1925年、公式に「サン・サルバドル島」と改名された。ルイス・マーデンの、グアナハニをサマナ・キーとする説は、旧ワトリング島説に次ぐ最有力候補である。コロンブスはキューバに向かう前に、黄金を求めてバハマの他島もいくつか訪れている。
コロンブスは、サンタ・マリア・デ・ラ・コンセプシオン島、フェルナンディナ島、サオメテ島といった近隣の島々を訪れて数日を過ごした。サン・サルバドルのルカヤ人は、サマオト (Samaot) またはサモエト (Samoet)、サオメテ (Saomete)、サオメト (Saometo) とも表記される村で、大量の黄金を所持する「王」に会えるだろうとコロンブスに告げた。タイノ人の首長と村は、しばしば名称を共有する。表記の混乱は、首長の名前と村や島の名前とで文法上の型が異なるためか、あるいは単にコロンブスにとってルカヤ語が難しかったためだろうと、キーガンは示唆している。
コロンブスは3日を費やして島の海岸沿いに往復し、サマオトを探した。あるとき彼は東向きに航海してサマオトへたどり着こうとしたのだが、水深が浅すぎて、島を一周するのは「非常に長い道のり」であると感じた。この記述はアクリンズやクルックド島に当てはまるものだとキーガンは解釈している。西側から近づく船は、アクリンズ島西岸の向こうに極めて水深の浅いアクリンズ湾を望むことになり、湾の岸辺には6 km にわたって村が広がっていたからである。
アメリゴ・ヴェスプッチは、西暦1499年から1500年にかけて、4か月近くをバハマで過ごした。このときの記録は曖昧であるが、それはおそらく彼が、当時コロンブスに属していた「発見されし地」に侵入していたためと思われる。また、ほかにも記録に残っていないスペイン人のバハマ上陸が、船の難破や奴隷狩り遠征で起きていた可能性がある。西暦1500年から1508年にかけて刊行された地図には、バハマ、キューバ、北アメリカ大陸の概要が描かれるようになっていたが、公式な報告はもっと後の話だった。当時のヨーロッパ人の遺物は、サン・サルバドル島、カイコス諸島、ロング島、リトル・エグズーマ、アクリンズ島、コンセプション島、サマナ・キーで見つかっている。しかしこうした発見は、スペイン人がこれらの島々を訪れたことの証明にはならず、ルカヤ人同士での交易で遺物が広まったという可能性もある。

### 奴隷化と虐殺
コロンブスは、サン・サルバドル島とサンタ・マリア・デ・ラ・コンセプシオン島から数人のルカヤ人を連れ去った。2人は脱走したが、コロンブスは第1次航海の終わりに数人のルカヤ人をスペインまで連れ帰っている。西暦1500年、ヴェスプッチは232人のルカヤ人を奴隷としてスペインに連行した。スペイン人によるイスパニョーラ島原住民の労働搾取は急速な人口減少を招き、イスパニョーラ島総督はスペイン王室に訴え出た。コロンブス没後の1509年、フェルナンド2世がイスパニョーラ島の人口減少を補うために近隣の島々からインディオを移入せよと命じたため、スペイン人たちはバハマのルカヤ人を捕らえてイスパニョーラ島での労働力とするようになった。
当初のイスパニョーラ島でルカヤ人はわずか4ペソ金貨で売られていたが、ルカヤ人が巻貝を獲るため潜水に習熟していることがわかると、価格は100から150ペソ金貨まで跳ね上がり、ルカヤ人はクバグア島に送られて真珠取りをさせられた。2年のうちに、バハマ南部の人口は激減した。スペイン人は、1513年までに4万人ものルカヤ人を連れ去ったのである。
カール・O・サウアーは、フアン・ポンセ・デ・レオンによる1513年の遠征でフロリダに到達したことを、単に「無人の島々の先へ奴隷狩りを延長した」と記している。1520年にスペイン人が残るルカヤ人をイスパニョーラ島に売り飛ばそうとしたときは、バハマ全体でわずか11人しか見つけられなかった。こうしてバハマは、以後130年にわたり無人の地となったのである。

## 社会

### 遺伝学
2018年、研究者たちはエルーセラ島の洞窟 "Preacher's Cave" 内の埋葬小群から発見された歯から、DNAを抽出することに成功した。歯の年代は、西暦776年から992年あたりであると測定された。遺伝子解析により、歯の持ち主は女性であることが明らかになった。現代の個体群と比較すると、古代の個体はアマゾンやオリノコ盆地に暮らすアラワク語話者と遺伝的類似性を示し、特にパリクール人と近かった。古代の個体はミトコンドリアDNAハプログループのうち、グループBに分類される。

### 習俗
ルカヤ人の社会は母系に基づいており、これはタイノ文化全体で典型的なものであった。スペイン人は、女性が夫の家族と同居していたと報告しているが、キーガンの主張によれば、これは厳密には夫方居住でなく、夫のおじと同居する「おじ方居住」であるという。

### 住居
ルカヤ人は、他のタイノ人と同じように、集合住居で暮らしていた。スペイン人によるルカヤ式住居の描写は、イスパニョーラ島やキューバ島でタイノ人が使用していた住居の描写と一致していた。すなわち円いテントのような形状をしており、背が高く、柱と茅でできていて、排煙のために天辺が開いているというものである。コロンブスは、ルカヤ人の家が清潔でよく掃除されていると記している。住居にはベッドや家具として、ハンモックのような綿の網が備え付けられており、主に寝るために使われていた。ひとつひとつの住居には大家族が暮らしていた。
ルカヤ式住居の規模についての報告は現存しないが、ヨーロッパ人との接触以前のキューバにおけるタイノ人共同体では1棟あたり約20人という推定値が、ルカヤ式住居の推定値としても妥当であると、キーガンは例証している。ルカヤ式住居への言及ではないが、キューバの住居には2つの扉があったと記録されている。イスパニョーラ島とキューバ島東部の典型的タイノ人の村では、通常、住居が中央広場を囲むように配置され、良好な農地に行きやすいよう川沿いに建てられることもよくあった。ルカヤ人の村は海岸沿いに細長く、多くの場合は島の風下側にあったが、潮流によって海岸線が保護されている場所であれば風上側にも見られた。

### ヨーロッパ人との接触以前の食事
ルカヤ人は根菜類を栽培し、狩猟、漁労、天然の食物の収集を行っていた。食事の少なくとも半分は、植物性食品から得られた。
ルカヤ人の主要作物はキャッサバで、その次はサツマイモだった。キャッサバ甘味種はサツマイモと同じように、皮をむき茹でて食べた。キャッサバ苦味種には危険な量のシアン化水素が含まれるので、皮をむき、引き潰し、すり潰す下ごしらえをした。それから潰した物を籠織りの管で濾過し、シアン化水素を毒液として取り除いた。濾過した物は乾燥させてから、ふるいにかけて粉にし、粘土製の焼き板でパンケーキのように焼き上げた。シアン化水素の毒液は沸騰させて毒を飛ばし、その液体をベースに唐辛子、野菜、肉、魚を混ぜて、ゆっくりと煮込んだ腐りにくいシチューを作った。
またスペイン人の報告によれば、ルカヤ人はサツマイモ、ココヤム（イモ）、クズウコン、レーレン（クズウコン科）、ヤンピー（ヤマイモ）、ピーナッツ、マメ、ウリを栽培していた。ルカヤ人はおそらく、これら作物のすべてではなくとも、そのほとんどをバハマに持ち込んだと思われる。ルカヤ人はまた、パパイヤ、パイナップル、グアバ、マミーアップル、ギネップ、タマリンドなどの果物を栽培していたと考えられる。
バハマには狩猟できる陸上動物はほとんどおらず、フティア（齧歯目）、サイイグアナ、小型のトカゲ、陸生のカニ、鳥類くらいしかない。タイノ人はイヌとバリケンを飼っていたが、初期の観察者によって報告されたり、ルカヤ人の遺跡から発見されたりしたのは、イヌだけである。ルカヤ人が食べていた肉のうち、陸上動物のものは12パーセントで、さらにその3/4はイグアナとカニであった。
ルカヤ人の食事に含まれる肉の80パーセント以上は海産魚由来で、そのほとんどすべてが海藻やサンゴを食べて育っていた。ウミガメ、そしてカリブモンクアザラシやネズミイルカなどの海洋哺乳類は、ルカヤ人の食事における肉のごく一部しか占めていない。食用肉のバランスは、海洋軟体動物で保たれていた。主要な肉は、海岸と堡礁の間に見られる藻場や魚礁で獲れた魚や軟体動物で、ブダイ科、ハタ、フエダイ科、ソトイワシ科、クイーンコンク（巻貝）、ウニ、アマオブネガイ科、二枚貝などが含まれる。
トウモロコシは、スペイン人が大アンティル諸島に到着したころ新しく持ち込まれたもので、タイノ人の食事、そしておそらくルカヤ人の食事でも、ほんの一部でしかなかった。

### 繊維とその他の植物製品
ルカヤ人は綿花（カイトウメン）やタバコを栽培しており、リュウゼツラン、フルクラエア、ハイビスカスなどの植物を漁網用の繊維に利用していた。コロンブスの船員の1人は、グアナハニのルカヤ人の1人から交換品として12 kg の綿花を受け取っている。コロンブスは、ルカヤ人がタバコを使用しているところを目撃していないが、ある種の葉っぱが貴重品として取引されていることに注目していた。ベニノキは赤いボディペイントに、ジャグア（チブサノキやマモン）は黒いボディペイントに、それぞれ使われていた。

### 貝器
タイノ語で「コボ」と呼ばれる貝殻は、島々で豊富に手に入る硬質の素材である。クイーンコンクやアトランティックトリトンなど、数種の貝が含まれている。ルカヤ人は貝殻を使って、カヌー用のみ、くわ、ハンマー、つるはし、編み針、釣り針などの道具を作成した。また、ビーズにして円盤を作ったり、彫り込んでお守りにしたり、彫刻の象嵌に用いることもあった。
法螺貝のように吹いて演奏する楽器も作られた。特に「グアモ」という語は、手に入る中で最大の貝類であるアトランティックトリトンから作られたトランペットを指す。これらは教会の鐘のように、宗教的儀式だけでなく、人々に行動を促すためにも使われた。

### その他の技術
ルカヤ人は木材を彫って、カヌー、槍、鉢、儀式用の椅子を作り上げた。石を割ったり、切ったり、削ったりする道具は、キューバやハイチから輸入された。ほとんどの土器は「パルメット土器」と呼ばれる形式で、「アバコ赤土器」や「クルックド島土器」も含まれていた。これらは島で採れる赤粘土に貝殻を混ぜて焼き固めたものである。パルメット土器には通常、装飾は施されていない。また、パルメット土器の作成時期や順序を特定するのに使えるような差異は知られていない。砂混和土器の一部（バハマ全体で収集された土器片では1パーセント以下だが、カイコス諸島では約10パーセント）は、キューバやハイチから輸入された。ルカヤ人は釣り針を骨や貝殻から作り、銛先は骨で造った。おそらくルカヤ人は弓矢を使わなかった。弓矢を使うインディオと遭遇したというスペイン人の最初の報告は、イスパニョーラ島北西部のサマナ湾でのものだった。
バハマ諸島のさまざまな地域で見つかっている、ルカヤ人の生活を示す数少ない遺物のひとつは、「ドゥホ」である。ドゥホとは、カリブ海一帯のタイノ人の首長の家に見られる、彫刻が施された椅子のことを指す。ドゥホは「タイノ人の政治的およびイデオロギー的制度の維持において顕著な役割を果たしていた…（中略）…文字通り権力、名声、儀式の座であった」木製と石製、どちらのドゥホも発見されているが、木製のものは石製の椅子より長持ちしづらいため、はるかに希少である。無傷の木製ドゥホは、パリの人類博物館とロンドンの大英博物館のコレクションに含まれている。大英博物館の物はエルーセラ島で発見された。

### 宗教
「セミ」と呼ばれるタイノの神々は、人間の生活の中で積極的な役割を果たしており、文化的で喜ばしい人間的なテーマと、反文化的かつ非人間的で穢れたテーマとを区別している。この語は精霊と、精霊を表した物の双方を指す。
セミには、キャッサバをもたらす男神たる豊饒の精霊「ヨカフ」と、母なる女神「アッタベイラ」がいる。彼らには双子の精霊、死者の王「マケトーリエ・グアヤバ」と嵐の女王「グアバンセス」が付き従っていた。そして双子の精霊はまた、何組もの双子を従えていた。
「アレイト」という儀式の間、セミには食べ物が供えられ、また「ベヒケ」というシャーマンがキャッサバのパンを参加者に配り、そのパンは1年間保存された。
ピエトロ・マルティーレによると、ルカヤ人は死後、自らの魂が南にある楽園へと飛んでいくと信じていたという。これを知ったスペイン人は「キューバ島やイスパニョーラ島という『南の島』に行かないか」と誘いをかけ、ルカヤ人に「亡くなった家族や友人と再会できる」と思い込ませた。誘いに乗ったルカヤ人は確かに南の島まで連れていかれたが、そこで待っていたのは強制労働に就かされる日々であり、騙されたと知った彼らは絶望した。ある者は自害し、またある者は絶食して、ついにルカヤ人は滅亡した。